# Brachiaria chusqueoides
Brachiaria chusqueoides är en gräsart som först beskrevs av Eduard Hackel, och fick sitt nu gällande namn av Clayton. Brachiaria chusqueoides ingår i släktet Brachiaria och familjen gräs. Inga underarter finns listade i Catalogue of Life.